# Клеман Жюглар
Клеман Жюглар (на френски: Clément Juglar) е френски икономист и статистик.

## Биография
Той е роден на 15 октомври 1819 година в Париж. Получил медицинско образование, той проявява интерес към стопанската статистика и става един от първите изследователи на икономическите цикли. През 1862 година публикува „За търговските кризи и за тяхното периодично повторение във Франция, Англия и Съединените щати“ („Des crises commerciales et de leur retour périodique en France, en Angleterre et aux États-Unis“), където за пръв път описва циклите в инвестициите в постоянен капитал с периодичност 8-10 години, известни днес като цикли на Жюглар.
Клеман Жюглар умира на 28 февруари 1905 година в Париж.